# Postoperatieve wondinfectie
Een postoperatieve wondinfectie is een na de operatie ontstane infectie van een chirurgische wond (Engels: Surgical Site Infection). De aard van de operatie is bepalend hoe groot de kans is dat een wond postoperatief infecteert. Steriele operaties zoals die aan botten en de meeste organen hebben een geringere kans op infectie dan operaties waarbij niet-steriele organen worden geopend, zoals de darm. Zo zijn er vier categorieën te onderscheiden met hun bijbehorende infectiekans.
1. Schoon: geplande en voorbereide operatie, waarbij geen ontsteking wordt aangetroffen, en de luchtwegen, het spijsverteringskanaal of  het urogenitaal stelsel niet worden geopend.
2. Schoon-gecontamineerd: geplande en voorbereide operatie, waarbij geen ontsteking wordt aangetroffen, en de luchtwegen, het spijsverteringskanaal of  het urogenitaal stelsel wel worden geopend.
3. Gecontamineerd: open verse traumatische wonden, niet ouder dan 6 uur, zichtbare lekkage vanuit het maag-darmkanaal, of van het urogenitaal stelsel waarbij sprake is van infectie, of waarbij de aseptische techniek niet kon worden aangehouden.
4. Vuil en geïnfecteerd: operatie door traumatische wonden met necrose, uitgestelde behandeling (langer dan 6 uur), perforatie van een darm, opening van een met pus gevulde ruimte.

Ook de wondinfectie zelf is in klassen te onderscheiden.
1. Oppervlakkige infecties
2. diepe infecties
3. infecties van organen of anatomische ruimten.

Een postoperatieve wondinfectie is een ziekenhuisinfectie.